# Cassià Costal i Marinel·lo
Cassià Costal i Marinel·lo (Mollet de Peralada, Alt Empordà, 11 d'abril de 1876 – Barcelona, 19 de gener de 1937) fou mestre, polític i impulsor de la renovació pedagògica.

## Biografia
Fill i germà de mestres, d'antuvi no volgué seguir la professió familiar. Després de l'ensenyament primari entrà a treballar en una impremta de Figueres i posteriorment visqué a Barcelona. Per tal de no ser incorporat a la guerra colonial de Cuba, s'exilià a Suïssa l'any 1897 i fixà la seva residència a Zúric durant deu anys.
Vivament interessat per la societat i la cultura helvètiques aprengué francès, alemany i italià. Allà conegué les importants contribucions pedagògiques de Rousseau, Pestalozzi i Fröbel. També s'interessà pels plantejaments pedagògics de l'idealisme alemany.
Abocat al camp educatiu, retornà a Espanya per estudiar magisteri a Madrid i, en finalitzar, aconseguí l'ingrés a l'acabada de crear Escuela Superior de Magisterio on sintonitzà amb els renovadors postulats educatius i socials de la Institución Libre de Enseñanza. Fou el número u de la primera promoció sorgida d'aquella escola superior. Escollí ocupar la càtedra de pedagogia de l'Institut de Girona, en uns anys en què els estudis de magisteri eren integrats a aquest tipus de centre des del reial decret de 17 d'agost de 1901. Cassià Costal mantingué sempre estrets i continuats lligams amb els pedagogs institucionistes.
Treballà per assolir l'autonomia de la formació dels mestres conjuntament amb entitats professionals i cíviques. El 1914 es restablí l'Escola Normal de Mestres de Girona i Cassià Costal en fou el seu director fins que fou rellevat d'aquesta funció per la dictadura de Primo de Rivera el mes de maig de 1924. Aquesta destitució gairebé coincidí amb la mort del seu únic fill únic, pèrdua que el marcà profundament. Precisament, les seves observacions sabre la formació del llenguatge en el seu fill són valorades per Miquel Siguan com un remarcable i interessant antecedent en l'estudi d'aquest àmbit a Catalunya
A part de la tasca docent, Costal participà en entitats i accions culturals a la ciutat de Girona. Fou un dels impulsors de l'Ateneu de Girona. Una entitat que dinamitzà la vida cultural gironina. L'activitat de la qual es pot resseguir en les cròniques que Costal publicava a El Autonomista. Una alta mostra és la seva participació activa en l'associació esperantista Studenta Juneco, creada el 1913, de la que era president el professor del Seminari Mn. Josep Casanoves i Cassià Costal vicepresident.
L'any 1919 es va casar amb la guixolenca Carme Soler i Bruguera, fet que li va permetre integrar-se ràpidament a la vida cultural de Sant Feliu de Guíxols (ciutat on es troba enterrat).
Vinculat a la Unió Socialista de Catalunya, defensava que el socialisme era la forma d'estructuració social més científica.
En proclamar-se la II República, Costal fou designat president provisional de la Diputació de Girona, tot i que no tardaren les diputacions a ser suprimides en constituir-se la Generalitat. També fou restablert com a director de l'Escola Normal gironina. Càrrec que deixà en ser requerit com a professor de l'Escola Normal de la Generalitat, de la qual li fou confiada la seva direcció.
Morí a Barcelona durant la Guerra Civil el 19 de gener de 1937.
Alexandre Galí, arran de la seva mort, publicà al Butlletí dels Mestres un article amb l'explícit títol de "Cassià Costal, mestre pur".

### Etapa de l'Escola Normal de Mestres de Girona
El restabliment de l'Escola Normal sota la direcció de Cassià Costal obrí una nova etapa en la institució.
El professorat del centre el formen joves i il·lusionats professors majoritàriament gironins. Com ara Miquel Santaló, Manuel Xiberta, Ignasi Enric Jordà o Tomás Sobrequés. Són els anys en què es forjaran els que seran mestres destacats com Josep Mallart, Pere Rosselló, Jesús Sanz, Ángel Frigola, Sixte Vilà, Joan Roura, Abelard Fàbrega entre d'altres.
Costal, seguint les pautes del moviment de l'Escola Nova, treballà perquè la Normal esdevingués el "casal del mestre" i assumí un paper de dinamitzador de la millora de la qualitat educativa i de suport a la tasca i la persona dels mestres. En uns anys en què bona part del magisteri gironí és un dels col·lectius més renovadors de l'escola pública a Catalunya.
Sota el seu impuls s'estimularan accions adreçades al millorament de l'ensenyament primari com ara les Converses Pedagògiques, les Conferències d'Estiu, la formació en l'organització de les Colònies Escolars, etc. O donarà a conèixer les propostes renovadores de la pedagogia europea.Fet que l'enfrontà amb els posicionaments del sector més tradicional i conservadors del professorat.
Cal destacar el paper de formació permanent i d'orientació del magisteri gironí que Costal exercí a través dels seus sovintejats articles de El Autonomista.
En aquesta etapa, l'Escola Normal de Girona trencà els plantejaments tradicionals i burocràtics que presidien gran part de les escoles de formació de mestres de l'època i que acabaren essent implementats a la futura Escola Normal de la Generalitat.
Jordi Monés assenyala com l'Escola Normal de Girona, durant la direcció de Cassià Costal, "superà, almenys en gran part, la mediocritat general de les escoles de magisteri catalanes".

### Etapa de l'Escola Normal de la Generalitat
Costal, durant el seu període de director, imprimí un alt sentit pedagògic a la institució i la voluntat d'atendre la formació inicial i permanent dels mestres. El decret de creació de la Normal de la Generalitat la defineix com un centre de formació professional, en règim de coeducació, amb caràcter d'assaig pedagògic, i que "sin mengua de las características generales de las otras escuelas, responda plenamente a las modalidades típicas de su idiosincrasia catalana".
La majoria del professorat compartia el nexe comú d'haver estat alumnes de l'Escuela Superior de Magisterio i dels ideals del institucionisme.
Costal obrí l'Escola Normal de la Generalitat a la mirada pedagògica i les propostes didàctiques que mantenia l'Institut Rousseau de Ginebra. També a les metodologies renovadores belgues, franceses i anglosaxones. Especialment als enfocaments que aportà John Dewey i la Institucion Libre de Enseñanza. Mostra de l'interès que despertà l'Escola Normal que dirigia Costal fou la visita que hi realitzaren personalitats com Roger Cousinet o Charlotte Bühler.
Malgrat que la majoria del professorat els uneix els plantejaments renovadors i l'influx regeneracionista, el claustre viurà algunes tensions. Costal, per exemple, haurà d'afrontar dures situacions conflictives com la polèmica sobre la coeducació del centre que polaritzà el claustre i la mateixa societat catalana.
Situacions com aquesta portaran a la dimissió de Cassià Costal com a director. Malgrat que la causa real, com apunten Alexandre Galí o Jaume Carbonell, cal cercar-la segurament en les diferències d'objectius i d'acció entre Cassià Costal i Joaquim Xirau que n'exercia l'alta direcció des del Consell de Cultura.
Fou membre del Consell de Cultura de la Generalitat de Catalunya així com del Comitè de la Llengua que desplegà l'anomenat Decret de Bilingüisme del ministre Marcel·lí Domingo.

## Publicacions
- COSTAL, Cassià. Quelcom sobre el llenguatge i la intel·ligència del nen petit, Barcelona: El Tremp,1978, (2ª ed.)
- COSTAL, Cassià. “La Escuela Normal de la Generalidad de Cataluña” a Revista de las Escuelas Normales, desembre de 1933, núm, 99.